# Театр (польський журнал)
Театр — щомісячний журнал, присвячений сучасному театру.
У журналі публікуються огляди та обговорення прем'єр у польському та деяких зарубіжних театрах, театральних фестивалях та книгах, присвячених театру, а також есе та рубрики на театральну тематику.

## Історія
Перший випуск «Театру» вийшов у 1945 році у Кракові. Виходить регулярно з червня 1946 року. У 1952—1981 роках журнал виходив щотижнево (через затримки друку та розповсюдження обкладинка містила однакову двічі на місяць). Після періоду призупинення під час воєнного стану «Театр» був знову запущений як щомісячний журнал. У дев'яностих видавцем щомісячника була Асоціація польських художників сцени. Потім протягом кількох років видавці змінювались (зокрема, Світ Літературний).
З 2006 року до кінця березня 2010 року журнал видавався Національною бібліотекою, як один із меценатських журналів Міністерства культури і національної спадщини, а з 1 квітня 2010 року - Інститутом книги. В даний час тираж становить 1520 примірників. Яцек Копцінський є головним редактором з 2006 року.

## Нагороди «Театру»
Щомісячник «Театр» нагороджує двома престижними нагородами — імені Конрада Свінарського та Олександра Зелверовича.
Крім того, було вручено кілька спеціальних нагород:
- Спеціальна премія з нагоди шістдесятиріччя щомісячника «Театр» — Єжи Яроцький (2006)
- Спеціальна премія за життєві мистецькі досягнення — Данута Шафлярська (2007)
- Спеціальна премія за життєві мистецькі досягнення — Анджей Чапіцький (2008)
- Спеціальна нагорода за надзвичайну творчу багатогранність, розкриту як в акторській майстерності, так і в перекладі — Єжи Радзивілович (2009)

### Нагорода імені Конрада Свінарського
З 1976 року присуджується нагорода імені Конрада Свінарського для найкращого режисера сезону.
Переможцями стали Анджей Вайда (двічі), Єжи Яроцький, Мацей Енглерт, Мацей Прус, Єжи Красовський , Міколай Грабовський, Януш Вішневський (режисер), Кшиштоф Бабіцький, Януш Ничак, Тадеуш Брадецький, Анджей Дзюк та ансамбль Театру ім. Станіслава Ігнасіо Віткевича із Закопане, Крістіан Люпа, Зигмунт Гюбнер, Рішард Періт, Єжи Грегорзевський (двічі), Влодзимеж Станевський та ансамбль Осередок театральних практик «Гардженіце», Казімєж Куц, Петро Томащук, Лех Рачак і ансамбль Театр Восьмого дня, Єжи Гротовського, Еймунтас Някрошюс, Грегож Яжина (двічі), Генрік Томашевський (режисер), Яцек Гломб, Марек Федор, Павел Мішкевич, Пйотр Цеплак, Маріуш Трелінський, Кшиштоф Варліковський, Ян Клата.
З нагоди 50-ї річниці щомісячника «Театр» (1996) спеціальну премію отримав Єжи Гротовський.

### Нагорода імені Олександра Зельверовича
З 1984 року редакція присуджує нагороду імені Олександра Зелверовича для найкращої актриси та найкращого актора.
Нагорода імені Зельверовича була запроваджена у листопаді 1984 року з нагоди 24-го Фестиваля польських сучасних вистав у Вроцлаві. Першим її лауреатом став Єжи Камас. Однак одразу було встановлено, що з 1985 року премія буде присуджуватися за найкращу жіночу та чоловічу ролі сезону.
Переможцями стали Джоанна Щепковська, Тереза Будзіш-Крижановська (двічі), Анна Полоні, Кристина Янда, Марія Сіунеліс, Майя Коморовська, Єва Міровська, Анна Сенюк, Дорота Сегда (двічі), Анна Димна, Аліція Бенічевич, Зофія Рисьовна, Магдалена Целецька, Домініка Осталовська, Катажина Гнєвковська, Галина Скочинська, Станіслава Целінська, Ренате Джетт, Ядвіга Янковська-Цеслак, Данута Стенка, Мая Осташевська, Домініка Клюзняк.
Лауретами були Єжи Камас, Тадеуш Ломницький (двічі), Збігнев Запасевич (двічі), Ян Пешек, Ігор Пшегродзький, Казімєж Качор, Ян Фрич, Єжи Радзивілович (двічі), Єжи Трела (двічі), Анджей Гудзяк, Збігнєв Замаховський, Ян Енглерт, Владислав Ковальський (актор), Густав Голоубек, Маріуш Бенуа, Ігнацій Гоголевський, Войцех Пшоняк, Кшиштоф Глобіш, Маріуш Бонашевський, Адам Воронович, Анджей Зелінський (актор), Анджей Чира, Іренеуш Чоп.
З нагоди 50-ї річниці щомісячника «Театр» (1996) спеціальну премію отримали Зофія Рисьовна та Густав Голоубек.
У 2009 році колективу Національного театру в Варшаві було вручено виняткову нагороду імені Зельверовича за видатну колективну роботу.

## Головні редактори
- Ян Непомуцен Міллер, 1946—1947
- Редакційна колегія, 1947—1952; у 1948—1949 роках її очолював Леон Шиллер; у 1949—1951 рр. Ян Альфред Щепанський (більшу частину 1951 р. керував щомісячником разом із Станіславом Вітольдом Баліцьким).
- Едвард Чато, 1952—1968
- Єжи Кеніг, 1968—1972
- Вітольд Філлер, 1972—1975
- Генрік Беневський, 1975—1981
- Єжи Соколовський, 1982—1990
- Анджей Ванат, 1990—1996
- Януш Майчерек, 1996—2006
- Яцек Копцінський, з 2006 року